# ジェシー・L・マーティン
ジェシー・L・マーティン（Jesse L. Martin, 1969年1月18日- ）は、アメリカ合衆国の俳優。ブロードウェイ・ミュージカル『レント』のトム・コリンズ役のオリジナル・キャスト、テレビドラマ『THE FLASH/フラッシュ』のジョー・ウェスト刑事役で知られる。
代表作は『LAW & ORDER』で、エド・グリーン刑事役で10年間に渡り出演している。また、3作品のスピンオフに出演しており、『LAW & ORDER』シリーズの顔の一人。

## 来歴
バージニア州ロッキーマウント出身。ニューヨークのTisch School of the Artsで学び、卒業後にThe Acting Companyに参加して舞台に立つ。
『アテネのタイモン』でブロードウェイ・デビューし、その後レイニー・カザンと共に『The Government Inspector 』に出演した。ムーンダンス・ダイナーというレストランで勤務中、同僚に脚本家のジョナサン・ラーソンがいた。1996年、ラーソンのミュージカル『レント』にてゲイでコンピューターおたくで哲学教授のトム・コリンズ役を演じ、この作品は一大旋風を巻き起こした。1990年代の『ラ・ボエーム』とされるこの作品はドラマ・デスク・アワード6部門、オビー賞5部門、トニー賞4部門、そしてピューリツァー賞を受賞した。1998年、同作品のロンドンのウエスト・エンド公演が開幕し、コリンズ役のオリジナル・キャストに配役された。
『アリー my Love』で知られるプロデューサーのデビッド・E・ケリーは『レント』ブロードウェイ公演初日を観劇しており、アリーの新しい恋人役が必要になった時に彼のことを思い出した。グレッグ・バターズ役で出演したところをデイヴィッド・ドゥカヴニーが見て、『X-ファイル』のドゥカヴニーが脚本および監督を務めたエピソード『The Unnatural 』に野球選手役で配役した。
1998年から2008年、『LAW & ORDER』でエド・グリーン刑事役を演じていた。2004年度、舞台の映画化『レント』でコリンズ役再演のため短期間降板していた。
『レント』共演者アダム・パスカルらと共にオフ・ブロードウェイ『Fully Committed 』をプロデュースした。
『レント』のプロデューサーの1人であるケヴィン・マコラムと共にジョナサン・ラーソン芸術基金で理事を務めている。
2022年、新作ドラマ『The Irrational』（原題）に主演する為、8シーズンに渡って出演した『THE FLASH/フラッシュ』を降板する事が発表された。今後は、5話程度ゲスト出演する見通しとなっている。

## 主な出演作

### 映画
| 公開年 | 邦題 原題                            | 役名                       | 備考       |
| ------ | ------------------------------------ | -------------------------- | ---------- |
| 1998   | レストラン Restaurant                | クインシー                 |            |
| 2004   | クリスマスキャロル A Christmas Carol | クリスマスプレゼントの幽霊 | テレビ映画 |
| 2005   | レント Rent                          | トム・コリンズ             |            |
| 2009   | こわれた恋のなおし方 Peter and Vandy | ポール                     |            |
| 2011   | パンクチュア 合衆国の陰謀 Puncture   | ダリル・キング             |            |
| 2012   | ジョイフル♪ノイズ Joyful Noise       | マーカス・ヒル             |            |

### テレビシリーズ
| 放映年    | 邦題 原題                                                  | 役名                       | 備考                                                  |
| --------- | ---------------------------------------------------------- | -------------------------- | ----------------------------------------------------- |
| 1997-1998 | 413 Hope St.                                               | アントニオ・コリンズ       | 10エピソード                                          |
| 1998-1999 | アリー my Love Ally McBeal                                 | グレッグ・バターズ         | 12エピソード                                          |
| 1999      | Xファイル The X-Files                                      | ジョシュ                   | 1エピソード                                           |
| 1999-2008 | ロー&オーダー Law & Order                                  | エド・グリーン             | レギュラーで198エピソード                             |
| 1999-2000 | LAW & ORDER:性犯罪特捜班 Law & Order: Special Victims Unit | エド・グリーン             | 2エピソード                                           |
| 2001      | LAW & ORDER:犯罪心理捜査班 Law & Order: Criminal Intent    | エド・グリーン             | 1エピソード                                           |
| 2005      | Law & Order:Trial by Jury                                  | エド・グリーン             | 1エピソード                                           |
| 2009      | The Philanthropist                                         | フィリップ・メイドストーン | 8エピソード                                           |
| 2013      | SMASH Smash                                                | スコット・ニコラス         | 9エピソード                                           |
| 2014-2022 | THE FLASH/フラッシュ The Flash                             | ジョー・ウェスト           | メインキャスト                                        |
| 2017      | SUPERGIRL/スーパーガール Supergirl                         | ジョー・ウェスト           | 第3シーズン第8話「クライシス・オン・アースX パート1」 |

## 参照
1. ↑  Buckley, Michael. “STAGE TO SCREENS: A Chat with Jesse L. Martin”. Playbill.com. 2014年12月1日閲覧。
2. ↑  “Jesse L. Martin Theatre Credits”. BroadwayWorld.com 2014年12月1日閲覧。
3. ↑  Jacobs, Leonard (February 13, 2004) “Larson Foundation Names Grantees”. Backstage. 2014年12月1日閲覧。
4. ↑  Jacobs, Leonard (February 26, 2002) “Larson Foundation Names Grantees”. Backstage. 2013年4月12日閲覧。
5. ↑  原作小説はベストセラー作家・ダン・アリエリーの「Predictably Irrational」（原題）。